# Mette Ârĸê-Hammeken
Mette Ârĸê-Hammeken (meist vereinfacht Mette Arqe-Hammeken; * 14. August 1982) ist eine grönländische Politikerin (Naleraq).

## Leben
Mette Ârĸê-Hammeken stammt aus Ittoqqortoormiit. Nach dem Besuch der Folkeskole dort war sie von 1999 bis 2000 auf einer Efterskole in Dänemark. 2006 schloss sie ihre Gymnasialausbildung ab. 2015 beendete sie ein Lehrerstudium am Ilisimatusarfik, nachdem sie bereits seit 2001 als Hilfslehrerin gearbeitet hatte. Sie ist verheiratet und hat vier teils erwachsene Söhne.
Sie kandidierte bei der Parlamentswahl in Grönland 2021 und erreichte mit 92 Stimmen den zweiten Nachrückerplatz der Naleraq. 2021 und 2022 war sie mehrfach stellvertretend im Inatsisartut, bevor sie im April 2024 dauerhaft für den zurückgetretenen Emanuel Nûko nachrückte. Bei der Wahl 2025 erreichte sie 120 Stimmen und zog somit direkt ins Parlament ein. Sie kandidierte auch bei der Kommunalwahl 2025 für einen Sitz in der Kommuneqarfik Sermersooq, wurde aber nicht gewählt.